# Fadogia triphylla
Fadogia triphylla là một loài thực vật có hoa trong họ Thiến thảo. Loài này được Baker mô tả khoa học đầu tiên năm 1895.